# 佐香村
佐香村（さかむら）は、島根県簸川郡にあった村。現在の出雲市坂浦町、小伊津町、三津町にあたる。

## 地理
- 海洋：日本海[1]
- 河川：三津川[2]
- 山岳：焼山[3]、檜ケ山[2]、矢代岳[2]

## 歴史
- 1889年（明治22年）4月1日、町村制の施行により、楯縫郡坂浦、小伊津浦、三浦が合併して村制施行し、佐香村が発足[1][4]。
- 1896年（明治29年）4月1日、郡の統合により簸川郡に所属[4]。
- 1955年（昭和30年）1月1日、簸川郡平田町、北浜村と合併し、市制施行して平田市を新設し廃止された[1][4]。

### 地名の由来
古代の郷名・佐香郷による。

## 産業
- 漁業、農業[1]。

## 交通

### 港湾
- 小伊津港[1]

## 教育
- 1905年（明治38年）佐香村尋常小学校開校[3]
- 1947年（昭和22年）佐香中学校開校[3]